# Ỷ Lan
Ỷ Lan (chữ Hán: 倚蘭, 7 tháng 3, năm Giáp Thân (1044) – 25 tháng 7, năm Đinh Dậu (1117) hay còn gọi là Linh Nhân Hoàng thái hậu (靈仁皇太后), là phi tần của Hoàng đế Lý Thánh Tông, mẹ ruột của hoàng đế Lý Nhân Tông trong lịch sử Việt Nam.
Bà đã hai lần đăng đàn nhiếp chính, giúp đất nước dưới triều triều Lý được hưng thịnh, những đóng góp cho hoàng triều nhà Lý nhất là về Phật giáo và tài năng trị nước của bà đều được sử gia khen ngợi và tán dương. Tuy vậy, để có thể có quyền hành nhiếp chính đất nước, bà đã mưu kế dựa vào Lý Thường Kiệt, phế truất và sát hại Thái hậu nhiếp chính tiền nhiệm là Thượng Dương Hoàng thái hậu. Việc làm này đã gây nên nhiều tranh cãi xung quanh bà.

## Cuộc đời

### Tên gọi và xuất thân
Xuất thân của bà, các sách như Đại Việt sử lược và Đại Việt sử ký toàn thư đều không ghi chép rõ ràng. Chỉ biết bà họ Lê, người hương Thổ Lỗi, sau là Siêu Loại, còn Ỷ Lan là tên do Lý Thánh Tông ban cho sau khi vào cung.
Theo truyện thơ nói về Ỷ Lan có tên là "Lý triều đệ tam Hoàng thái hậu cổ lục thần tích quốc ngữ diễn ca văn" của Trương Thị Trong thời Chúa Trịnh, thì bà có tên là Lê Khiết Nương (黎潔娘). Tuy nhiên, cứ theo việc mẹ bà được gọi là Tĩnh Nương (靜娘), ở một thời kỳ xưa từng rất phổ biến dùng từ đệm nương sau tên thật của người phụ nữ, thì có lẽ tên thực của bà (theo truyện thơ) là Khiết. Cũng có nguồn cho rằng, bà có tên là Lê Yến (黎嬿). Một học giả người Tống là Thẩm Hoạt trong sách "Mộng khê bút đàm" (quyển thứ 2) ghi tên bà là Lê Thị Yến Loan, nhưng học giả Hoàng Xuân Hãn cho biết đó chỉ là cách phiên âm từ tên Ỷ Lan mà thôi.
Bà gắn liền với câu nói :" Bao giờ rừng báng hết cây tào khê hết nước Lý nay mới về "
Theo truyền thuyết về bà, Ỷ Lan sinh ngày 7 tháng 3 năm Giáp Thân (7 tháng 4 năm 1044) tại hương Thổ Lỗi sau đổi thành Siêu Loại, phủ Thiên Đức, lộ Bắc Giang Hạ nay thuộc khoảng khu vực giáp ranh giữa hai huyện Gia Lâm, thành phố Hà Nội và huyện Văn Lâm, tỉnh Hưng Yên. Tuy nhiên, trong truyện thơ trên không nói rõ bà sinh năm nào, chỉ cho biết cha bà họ Lê, có nguồn ghi tên là Lê Công Thiết, làm chức quan nhỏ ở Kinh thành Thăng Long. Và mẹ bà, theo truyện thơ chỉ ghi hiệu là Tĩnh Nương, có nguồn ghi tên là Vũ Thị Tĩnh, là một người làm ruộng tại hương Thổ Lỗi.
Đến năm Ỷ Lan 12 tuổi thì mẹ ốm mất, cha lấy mẹ kế họ Đồng, nhưng ít lâu sau ông cũng qua đời. Kể từ đó, bà sống với người mẹ kế, hai người rất hòa thuận.

### Nhập cung
Sách Đại Việt sử ký toàn thư (Bản kỷ toàn thư, quyển 3) chép:
... "Tục truyền rằng vua (Lý Thánh Tông) cúng khấn cầu tự chưa thấy hiệu nghiệm, mới đi chơi khắp chùa quán. Xa giá đi đến đâu, con trai con gái đổ xô đến xem không ngớt, duy có một người con gái hái dâu cứ đứng tựa trong bụi cỏ lan. Vua trông thấy, gọi đưa vào cung, được vua yêu phong làm Ỷ Lan Phu nhân"...
Theo truyện thơ trên, thì đó là năm Giáp Thìn (1064), khi vua Lý Thánh Tông đến chùa Thổ Lỗi cầu tự và mở hội tuyển cung nữ. Song có nguồn cho rằng đó là vào mùa xuân năm 1063, khi vua đi cầu tự ở chùa Dâu (Thuận Thành, Bắc Ninh), qua hương Thổ Lỗi (nằm ngay cạnh con đường thiên lý để đi vào chùa Dâu), Ngài vén rèm nhìn ra, thấy từ xa có người con gái tựa vào cây lan và cất tiếng hát trong trẻo. Sau đó thì đưa người con gái ấy vào cung.
Lê thị vào cung, phong làm Ỷ Lan Phu nhân (倚蘭夫人), nơi ở là Du Thiền các (逰蟾閣). Tên hiệu Ỷ Lan nghĩa là tựa vào gốc lan, Thánh Tông ban phong hiệu này để lấy làm kỷ niệm của việc gặp gỡ giữa hai người. Thánh Tông sang tuổi 40 mà chưa có con trai nối dõi, sai Chi hội hậu nhân Nguyễn Bông làm lễ cầu tự ở chùa Thánh Chúa. Nhà sư dạy cho Bông thuật đầu thai thác hóa, Bông nghe theo. Việc phát giác, đem chém Bông ở trước cửa chùa. Người sau gọi chỗ ấy là Đồng Bông. Chùa ở xã Dịch Vọng, huyện Từ Liêm. Đồng Bông ở phía tây trước cửa chùa, nay hãy còn. Lễ thức "Bông Sòng", hiện còn được biểu diễn hàng năm vào dịp Lễ hội ở Làng Sủi quê hương Bà (3/3 Âm lịch) là hoạt động duy nhất trong cả nước Việt Nam hiện nay mô tả, nhắc nhớ lại việc giải oan cho ông Nguyễn Bông. Hiện nay, có đền thờ Đức Lý Thái Hậu (bà Ỷ Lan) ngay cạnh Đình làng Sủi, trên có đắp nổi chữ "Mẫu nghi thiên hạ", trong mật thất có ngai thờ vương miện của vua và mũ của bà.
Mùa xuân, tháng Giêng, năm 1066, Linh Nhân Hoàng nhân sinh ra Hoàng tử Lý Càn Đức (李乾德). Ngày hôm sau, lập làm Hoàng thái tử, đổi niên hiệu, đại xá, và phong mẹ là Ỷ Lan Phu nhân làm Thần phi (宸妃).
Năm Mậu Thân (1068) bà lại sinh ra Minh Nhân vương (明仁王), có thuyết sau đó là Sùng Hiền hầu. Thánh Tông cho đổi hương Thổ Lỗi làm hương Siêu Loại, và phong Thần phi làm Nguyên phi (元妃), đứng đầu các phi tần trong cung.
Địa vị bây giờ của Ỷ Lan chỉ sau Dương Hoàng hậu.

### Làm Nhiếp chính lần thứ nhất
Tháng 2 năm Kỷ Dậu (1069), Lý Thánh Tông thân chinh đi đánh Chiêm Thành. Tin cậy, trước khi đi nhà vua trao quyền điều khiển chính sự ở triều đình cho Nguyên phi, giúp sức có Lý Đạo Thành (李道成) là Thái sư đầu triều đương thời.
Ra trận, Thánh Tông đánh mãi không được, bèn lui binh. Khi đem quân về đến châu Cư Liên (Tiên Lữ, Hưng Yên) thì nghe tin Nguyên phi làm rất tốt việc nội trị, lòng dân cảm hóa hòa hợp, trong cõi vững vàng, tôn sùng Phật giáo, dân gọi là bà Quan Âm. Thánh Tông nói: ... "Nguyên phi là đàn bà còn làm được như thế, ta là nam nhi lại chẳng được việc gì hay sao!" Bèn quay lại đánh nữa, bắt được vua nước ấy là Chế Củ và 5 vạn người.
Năm sau (1070), Chế Củ xin đem đất ba châu: Địa Lý, Ma Linh, Bố Chính (tức vùng Quảng Bình và Quảng Trị ngày nay) để chuộc tội. Giang sơn Đại Việt bước đầu mở rộng xuống phía Nam.

### Mưu đoạt quyền bính
Tháng Giêng, năm 1072, Thánh Tông Hoàng đế lâm bệnh nặng rồi băng hà, thọ 50 tuổi, trị vì được 18 năm. Hoàng thái tử Lý Càn Đức kế nghiệp, sử gọi là Lý Nhân Tông. Nhân Tông kế nghiệp khi mới 7 tuổi, nên tôn đích mẫu là Dương Hoàng hậu làm Thượng Dương Hoàng thái hậu (上楊皇太后) và để cho Thái hậu cùng dự việc triều chính, có Thái sư Lý Đạo Thành giúp đỡ công việc.
Ỷ Lan Nguyên phi được tôn làm Hoàng thái phi (皇太妃), không có quyền xen vào việc triều chính. Nhưng rồi, dưới lợi thế là mẹ đẻ của Hoàng đế, cùng sự liên kết với Thái úy Lý Thường Kiệt, bà đã khiến Nhân Tông ra chiếu chỉ phế truất Thượng Dương Thái hậu. Sau đó, Ỷ Lan đã ra lệnh giam Dương Thái hậu cùng 72 cung nhân khác vào lãnh cung. Đến khi phát tang chôn cất Thánh Tông Hoàng đế, Thái hậu cùng các cung nhân bị buộc phải chôn theo. Khu vực trước cánh đồng làng Sủi (làng Phú Thị)hiện nay, có địa danh là Mả Nàng, theo các cụ cao tuổi ở làng,
Sách Đại Việt sử ký toàn thư (Bản kỷ toàn thư, quyển 3) chép sơ lược việc này như sau: 
"Quý Sửu (1073)... Giam Hoàng thái hậu họ Dương,... (bởi) Linh Nhân có tính ghen, cho mình là mẹ đẻ mà không được dự chính sự, mới kêu với vua rằng: "Mẹ già khó nhọc mới có ngày nay, mà bây giờ phú quý người khác hưởng, thế thì sẽ để mẹ già vào đâu?" Vua bèn sai đem giam Dương Thái hậu và 72 người thị nữ vào cung Thượng Dương, rồi bức phải chết chôn theo lăng Thánh Tông... (còn) Thái sư Lý Đạo Thành lấy chức Tả gián nghị đại phu ra coi châu Nghệ An". Từ khi đó, vai trò của Lý Thường Kiệt ngày càng lên.

### Làm Nhiếp chính lần thứ hai
Sau khi sát hại Thượng Dương Hoàng thái hậu, Ỷ Lan được tôn làm Hoàng thái hậu nhiếp chính. Lý Đạo Thành vốn là người phụ chính Thượng Dương Thái hậu, Ỷ Lan cho là không nên dùng và biếm ông ra trấn thủ Nghệ An. Nhưng không lâu sau lại cho gọi về, ban chức Thái phó bình chương quân quốc trọng sự để cùng với Thái úy phụ chính là Lý Thường Kiệt điều hành đất nước.
Năm 1075, Thái úy Lý Thường Kiệt, sau khi cử gián điệp thu thập tin tức của Nhà Tống, đã tiến hành mang quân sang vây đánh Khâm Châu và Liêm Châu (thuộc tỉnh Quảng Đông, Trung Quốc). Phá tan kho lương thực và khí giới của Nhà Tống ở Ung Châu, giết hơn vạn dân và lui binh. Nhà Tống chấn động, tuy nhiên vẫn không từ bỏ ý định xâm lược Đại Việt.
Năm 1076, tướng Quách Quỳ, một viên tướng dày dạn trận mạc cùng Triệu Tiết đem đại binh sang xâm lược Đại Việt. Mặc dù quân Tống rất mạnh song không thể vượt qua được phòng tuyến sông Như Nguyệt của Lý Thường Kiệt. Ông đã cử Lý Kế Nguyên đánh bại đội quân thủy của quân Tống sang kết hợp với quân đánh bộ của Quách Quỳ. Quách Quỳ thiếu lương thực, chỉ mong đánh lớn một trận cho bõ. Nhưng Lý Thường Kiệt án binh bất động không ra, vì ông đợi cho quân Quách Quỳ hết lương, dịch bệnh đeo bám.
Tháng 2 năm 1077, thủy quân Đại Việt tràn lên bờ, đánh chiếm núi Nham Biền rồi đổ bộ xuống quân Tống. Một cuộc giao tranh ác liệt diễn ra, Quách Quỳ, Triệu Tiết đem quân sang chống đỡ. Hai bên tiêu hao nặng. Nhưng Quách Quỳ, Triệu Tiết không hề biết rằng đó chỉ là nghi binh.
Đêm ấy, lợi dụng quân Triệu Tiết mệt mỏi và không đề phòng, Lý Thường Kiệt vượt sông Như Nguyệt, đánh một trận khủng khiếp trong đêm. 5 vạn quân viễn chinh của Tống bị diệt trong đêm đó.
Quách Quỳ từ 10 vạn còn lại hơn 3 vạn thoi thóp như cá nằm trên thớt. Sau đó, khi nhận được thư giảng hòa của Thái úy, Nhà Tống mừng như bắt được vàng và nhanh chóng rút quân.
Sử sách không ghi rõ thời gian bà thôi nhiếp chính và trao lại quyền hành cho Nhân Tông. Phỏng theo sự kiện Tuyên Từ Hoàng thái hậu Nhà Hậu Lê khoảng 400 năm về sau, có lẽ thời gian nhiếp chính của bà cũng chỉ khoảng 10 năm, tức là đến khoảng năm 1085, hoặc có thể trễ hơn vài năm hoặc sớm hơn vài năm. Tuy nhiên, Ỷ Lan dù thế nào vẫn tiếp tục có ảnh hưởng lớn trong triều đình, ví dụ như vào năm 1103, Hoàng thái hậu đã phát tiền ở kho nội phủ để chuộc con gái do nhà nghèo bị bán ở đợ, đem họ mà gả cho những người đàn ông góa vợ. Bà còn đề xuất lệnh cấm trộm trâu và giết trâu bừa bãi.
Vốn là người sùng đạo Phật, và là "người tu tại gia", về già, Hoàng thái hậu Ỷ Lan càng để tâm làm việc thiện, xây chùa và nghiên cứu về đạo Phật. Tính đến năm (1115), bà đã cho xây cất 150 chùa, đền, trong đó có chùa Đại Dương Sùng Phúc Tự ở quê hương (Phú Thị, Gia Lâm).

### Vụ án Hồ Dâm Đàm
Lê Văn Thịnh là người đỗ đầu trong khoa thi đầu tiên của Nho học được triều đình tổ chức năm 1075, được bổ làm quan, dần trải đến chức Thái sư. Năm 1084 ông thành công trong việc bàn nghị về việc cương giới với quan Nhà Tống, khiến nước này phải trả lại 6 huyện 3 động thuộc châu Quảng Nguyên cho Đại Việt. Trong vụ án "Hồ Dâm Đàm", ông bị phế truất chức vụ và bị đày đi Thao Giang (nay thuộc huyện Tam Nông, Phú Thọ). Khi được triều đình đại xá, ông trở về quê và mất năm 1096.
Vụ án trên, lâu nay người ta đã bàn nhiều. Có người nói vì ông bị nghi kỵ nên bị hạ bệ. Có người nói ông là nạn nhân bởi sự xung đột ý thức hệ giữa Phật giáo với Nho giáo. Phật giáo được đề cao, được bảo trợ bởi Thái hậu Ỷ Lan. Còn Nho giáo được du nhập khá mới, sớm nhất vào đời Thánh Tông Hoàng đế nên bị hạn chế, mà Lê Văn Thịnh là người đứng đầu phái này.

### Qua đời
Năm 1117, Thái hậu qua đời, thọ 73 tuổi, thụy hiệu là Linh Nhân Phù Thánh Hoàng thái hậu (靈仁扶聖皇太后). Sau đó, triều đình làm lễ hỏa táng, chôn theo ba người hầu gái.
Mùa thu, tháng 8, cùng năm ấy, chôn Linh Nhân Hoàng thái hậu ở Thọ lăng, thuộc phủ Thiên Đức (nay là phường Đình Bảng, Từ Sơn, Bắc Ninh).

## Câu nói nổi tiếng
Một lần vua Lý Thánh Tông hỏi Ỷ Lan về kế trị nước, Ỷ Lan tâu:
| “       | Muốn nước giàu dân mạnh, điều quan trọng là phải biết nghe lời can gián của đấng trung thần. Lời nói ngay nghe chướng tai nhưng có lợi cho việc làm. Thuốc đắng khó uống nhưng chữa được bệnh... Phải xem quyền hành là một thứ đáng sợ. Quyền lực và danh vọng thường làm thay đổi con người. Tự mình tu đức để giáo hóa dân thì sâu hơn mệnh lệnh. Dân bắt chước người trên thì nhanh hơn pháp luật. Muốn nước mạnh hoàng đế phải nhân từ với muôn dân. Phàm xoay cái thế thiên hạ ở nhân chứ không phải ở bạo. Hội đủ những điều ấy, nước Đại Việt sẽ vô địch. | ” |
| — Ỷ Lan | |   |

Nghe xong Lý Thánh Tông rất phục.

## Được tôn thờ
Cảm ơn đức cao dày của Hoàng thái hậu Ỷ Lan, nhân dân đã tôn vinh bà như là "Quan Âm Bồ tát" tái hiện, hoặc đồng hóa với "cô Tấm" trong truyện cổ tích, hoặc với "Phật mẫu Man Nương".
Bà được tôn thờ ở một số nơi, nhưng đáng kể hơn cả là "Cụm di tích Đền Ghênh và Chùa Bà Tấm". Đình Yên Thái ở ngõ Tạm Thương, phường Hàng Gai, quận Hoàn Kiếm cũng thờ bà.
Nơi thờ Ỷ Lan được lập tại 3 nơi chủ chốt:
- Đền Đức Lý Thái Hậu: nằm trong Khu di tích Đình - Đền - Chùa Phú Thị đã được xếp hạng cấp quốc gia, thuộc thôn Phú Thụy (tên cổ là Thổ Lỗi, tên nôm Thổ Lỗi là làng Sủi), xã Phú Thị, huyện Gia Lâm, Hà Nội. Có giả thiết thì đây có thể là quê hương gốc của bà, có cả các chứng tích về văn hóa, ngôn ngữ, vật chất. (Về lễ thức Bông Sòng; về ngôn ngữ: dân làng Sủi có tục kiêng gọi tấm, cám, mà gọi thay bằng "đớn, bổi"; có chiếc giếng tương truyền ngày xưa bà Ỷ Lan tắm ở đó và Nguyễn Bông có nhìn trộm, hiện vẫn còn trong khuôn viên trước cửa Đền).
- Đền Ghênh: thường gọi là Đền Ỷ Lan, thuộc thôn Ngọc Quỳnh, thị trấn Như Quỳnh, Văn Lâm, Hưng Yên; cũng có người cho rằng đây quê gốc nơi bà được sinh ra vẫn còn bia đá thạch sàng, nơi đây còn truyền lại được ngày bà mất 25 tháng Bảy âm lịch và hàng năm vẫn mở hội vào ngày này để tưởng nhớ, di tích đã bị tàn phá do chiến tranh nay đã được khôi phục lại một phần.
- Chùa Bà Tấm: nay thuộc xã Dương Xá, huyện Gia Lâm, Hà Nội; di tích lịch sử đã được xếp hạng, khuôn viên chùa còn nhiều di tích về kiến trúc độc đáo của thời Lý, cũng có giả thiết cho là xây dựng để thờ bà tại quê nhà sau khi bà mất từ thời vua Lý Nhân Tông, đây được cho là quê của bà chứ không phải tại Hưng Yên. Tuy nhiên, về mặt sử liệu, chứng cứ, căn cứ nơi này rất yếu, không chính xác, mà gần đây, chính quyền và một số nhà nghiên cứu đã nhầm lẫn.

## Nhận định
Bên cạnh công lao ổn định và phát triển đất nước, Ỷ Lan còn có hai việc nổi bật đã được sử cũ biên chép, đó là việc "chuộc người" (năm 1103) và việc "đề xuất lệnh cấm trộm trâu và giết trâu bừa bãi" (năm 1117) như đã kể trên. Việc thứ nhất được sử thần Ngô Sĩ Liên khen là: "Thái hậu đổi đời cho họ, cũng là việc làm chân chính vậy". Còn việc thứ hai khiến nhiều người dân càng kính trọng và biết ơn bà, bởi "con trâu là đầu cơ nghiệp".
Tuy nhiên, trong trang sử đời bà có một vết đen, đó là việc giết chết Thái hậu Thượng Dương và 72 người thị nữ. Tục truyền rằng bà rất hối hận về việc này nên đã làm nhiều chùa Phật để sám hối, rửa oan.
Xét khía cạnh khác, qua bài kệ của bà còn lưu lại trong cuốn Thiền Uyển tập anh, đã chứng tỏ bà không chỉ là người "hiểu sâu tôn chỉ"  đạo Phật, mà còn là người giỏi chữ nghĩa. Và theo GS Nguyễn Khắc Thuần, "chính những lời đối đáp giữa bà với các bậc cao tăng đã đặt nền tảng đầu tiên cho việc ra đời của sách Thiền Uyển tập anh rất có giá trị sau này".

## Giới thiệu bài kệ
Bài kệ không có đầu đề (đầu đề do người đời sau thêm vào, có sách ghi là Kệ Sắc không), được Ỷ Lan làm sau khi đàm đạo với Đại sư Thông Biện về những tôn chỉ của đạo Thiền. 
| Phiên âm Hán-Việt: Sắc thị không, không tức sắc, Không thị sắc, sắc tức không. Sắc không quân bất quản, Phương đắc khế chân không. | Bản dịch: Sắc là không, không tức sắc, Không là sắc, sắc tức không. Sắc không đều chẳng quản, Mới được hợp chân tông. |

Với bài kệ trên, Ỷ Lan đã được các nhà nghiên cứu văn học Việt xếp vào hàng "tác gia văn học thời Lý-Trần".

## Sách tham khảo
- Khuyết danh (1993). Đại Việt sử lược. Nhà xuất bản Thành phố Hồ Chí Minh.
- Ngô Sĩ Liên (1983). Đại Việt sử ký toàn thư (Bản dịch, tập I). Nhà xuất bản Khoa học xã hội.
- Trương Thị Trong, Lý triều đệ tam Hoàng thái hậu cổ lục thần tích quốc ngữ diễn ca văn in trong Các nữ tác gia Hán Nôm Việt Nam do PGS. TS. Đỗ Thị Hảo làm chủ biên. Nhà xuất bản Khoa học xã hội, Hà Nội, 2010.
- Hoàng Xuân Hãn (1996). Lý Thường Kiệt - lịch sử ngoại giao và tông giáo triều Lý. Nhà xuất bản Hà Nội.
- Trần Trọng Kim (1968). Việt Nam sử lược. Sài Gòn: Nhà xuất bản Tân Việt.
- Nguyễn Khắc Thuần (1999). Việt sử giai thoại (tập 2, "Lược truyện về Ỷ Lan"). Nhà xuất bản Giáo dục.
- Đổ Thị Hảo, Mai Thị Ngọc Chúc (1984). Các nữ thần Việt Nam, truyện "Ỷ Lan". Nhà xuất bản Phụ nữ.